# The Last of England
Pour plus de détails, voir Fiche technique et Distribution.
The Last of England est un film britannique réalisé par Derek Jarman, sorti en 1987.

## Fiche technique
- Titre : The Last of England
- Réalisation et scénario : Derek Jarman
- Pays d'origine : Royaume-Uni
- Format : Couleurs - 35 mm - 1,66:1 - Dolby
- Genre : drame et fantastique
- Durée : 92 minutes
- Dates de sortie :
  - Royaume-Uni : août 1987 (Festival international du film d'Édimbourg)
  - Allemagne : 14 février 1988 (Berlinale 1988)
  - France : 26 avril 1989

## Distribution
- Tilda Swinton : la servante
- Spencer Leigh : le soldat / plusieurs rôles
- Mark Adley : Spring / plusieurs rôles
- Gerrard McArthur : plusieurs rôles
- Jonny Phillips : plusieurs rôles
- Gay Gaynor : plusieurs rôles
- Matthew Hawkins : Junkyard Guy
- Nigel Terry : narrateur

## Récompense
- Berlinale 1988 : Teddy Award du meilleur film